# Torreta de Canals
La Torreta de Canals (conocida también como Torre de Canals o Torre de Calixto) es un barrio o pedanía de la villa valenciana de Canals, en la comarca de la Costera. Toma su nombre nombre de la torre de los Borja localizada en la población, donde nació el papa Calixto III en 1378.
Además de la torre y las murallas del antiguo palacio de los Borja hay la Iglesia de la Torre, conocida también como Oratorio de los Borja, situada frente al torreón, bajo la advocación de la Santa Cruz.

## Historia
Aunque actualmente se encuentra unida al casco urbano de Canals, en el siglo xiii la Torre de Canals (cómo ya aparece mencionada) era una alquería independiente de aquella villa, el núcleo de la cual estaba en los alrededores de la actual plaza de la Presó. Según Miquel Batllori la Torreta formaba parte de la baronía de Canals y, por lo tanto, había sido uno de las aldeas (junto a Canals y Alcudia de Crespins) que Jaime I dio al conde Dionís de Hungría en el repartiment de Valencia (1249), pasando por todos los mismos propietarios que Canals hasta la venta a la ciudad de Játiva en 1352. En cambio, Alofonso Vila ha expresado varias opiniones sobre la suerte de la Torre hasta el siglo xiv, principalmente porque la primera documentación sobre el señorío del lugar es de la misma época.
Sea como fuere, la Torreta pasó a manos de los Borja en fecha indeterminada: en 1370 la familia ya estaba establecida en el lugar, y el 1435, en un documento sobre la reconstrucción de la iglesia, aparece como señor Jofré de Borja, hijo de Rodrigo Gil de Anglesola, vecino de Játiva. Le sucedió Isabel de Borja (hermana de Calixto III y madre de Alejandro VI), y a Isabel le sucedió su hija Beatriz, quien por falta de descendencia cedió la Torre a su sobrino Jofré de Borja-Llançol. Durante la minoría de edad del hijo de Jofré, Rodrigo de Borja-Llançol, el lugar acabó en poder de la ciudad de Játiva, que lo compró por 75.000 sueldos.
Así, una vez tanto Canales como la Torreta estaban en propiedad de Xàtiva y después de la expulsión de los moriscos, tuvo lugar un proceso de «asimilación municipal», en el que la Torreta fue absorbida progresivamente por las estructuras municipales de Canals. El año 1639, y después de un pleito promovido por Canals, se da por completado el proceso de absorción, y la Torre pasa a considerarse barrio («calle y arraval») de Canals. El cronista local Luis Pareja, en 1728, se refería así a la Torre:

Desde la última casa de Canals, en distancia de dos tiros de piedra, empieza la calle llamada la Torreta. Componese de veinte casas; pero hay señales de aver sido antiguamente mayor.
Luis Pareja y Primo
en Canals Ilustrada

La ciudad de Játiva se deshizo en 1847 de los restos de la torre y el palacio de los Borja vendiéndolas a Manuel Sanç, un labrador que solicitaba la cesión con el objeto de construir una casa al solar del palacio, aprovechando la madera y las tejas de las ruinas de la edificación.

## Fiestas y celebraciones

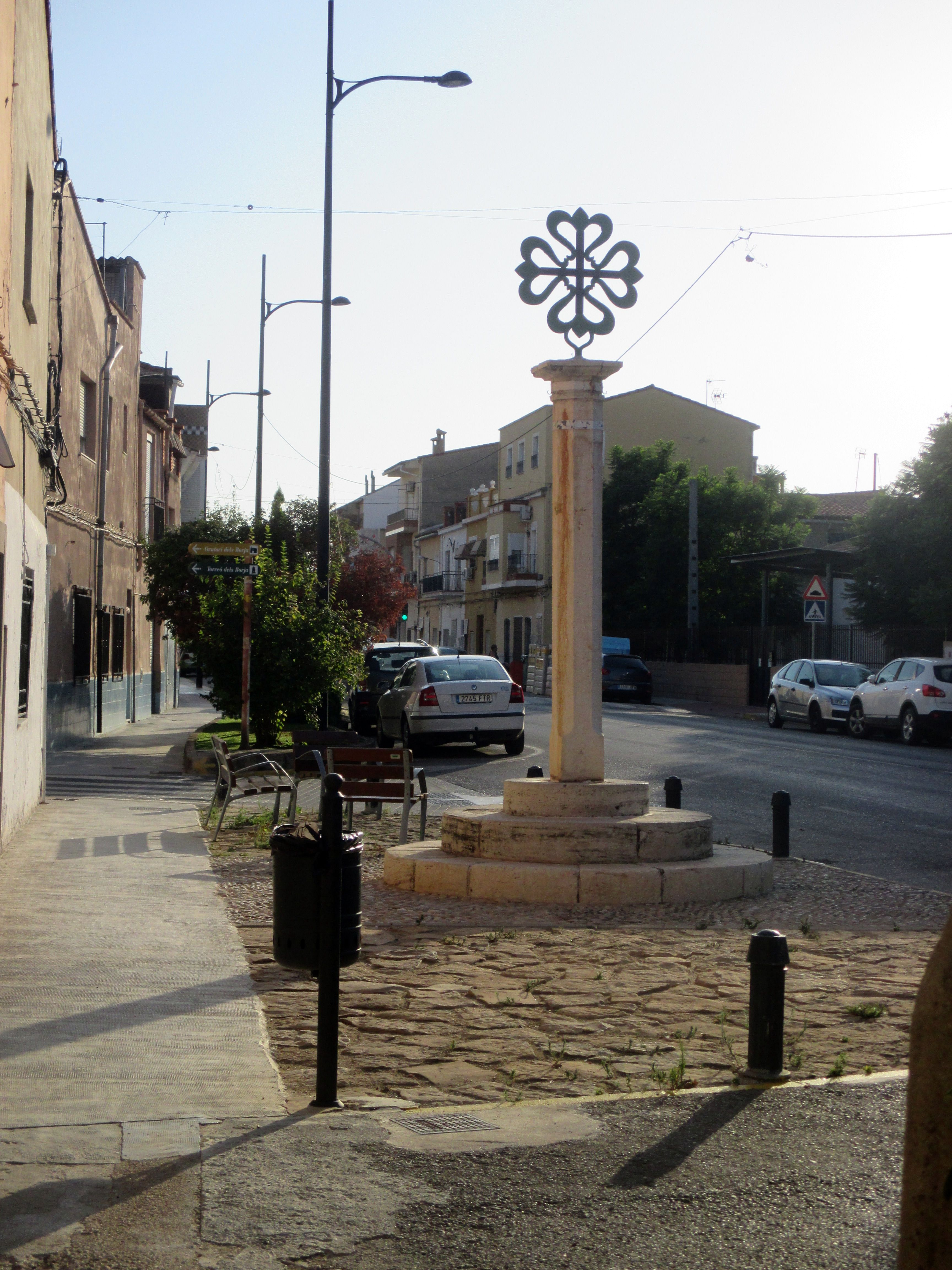
Cruz de la Torre (1891)

Las fiestas de la Torreta, en honor a la Invención de la Santa Cruz (3 de mayo), tienen lugar el primer domingo del mes. De entre los actos de las fiestas (despertaes, bailes, campeonato de truc, procesión...) destaca la Pujà al Pi («subida al pino»), donde un grupo de jóvenes del barrio tratan de subir al punto más alto de un pino o chopo esbelto podado, pelado y recubierto de amurca para hacer resbalar los que suben. Según Sivera Font, consta que la fiesta ya se hacía en el siglo xvi, y antes se celebraba también la Exaltación de la Santa Cruz, el 14 de septiembre.

## Personajes destacados
- Calixto III (1378-1458), nacido como Alfonso de Borja. Accedió al papado el 1455 y canonizó a San Vicente Ferrer. Según la tradición el primer papa Borja nació en el palacio familiar de la Torre de Canals, aunque no existe documentación que lo confirme o desmienta.[8]